# Język ormiańsko-kipczacki
Język ormiańsko-kipczacki (nazwy własne: хыпчах тили – język kipczacki, бизим тил – nasz język, татарча – po tatarsku) – używana przez Ormian wschodnioeuropejskich odmiana języka kipczackiego, należącego do języków tureckich.

## Historia
Znany jest z zabytków piśmiennictwa kipczackojęzycznych Ormian, wyznających chrześcijaństwo obrządku ormiańskiego, którzy zamieszkiwali kolonie w Kamieńcu, Lwowie, Łucku, Mohylowie, Suczawie, Serecie, Zamościu, Jassach, Akermanie i innych miastach Rzeczypospolitej oraz Mołdawii, dokąd prawdopodobnie przybyli z Krymu (Głównie z Kafy) i być może z Armenii po najeździe Tatarów. Zabytki epigraficzne świadczą także o tym, że w XII–XIII wieku na terytorium Armenii żyli Kipczacy, którzy przyjęli wyznanie ormiańskie. Jeden z klasztorów kompleksu Arucz w Armenii, zbudowany na przełomie XII–XIII wieków, nosi nazwę „Chipczakawank”, czyli «Klasztor kipczacki».

## Przykład tekstu

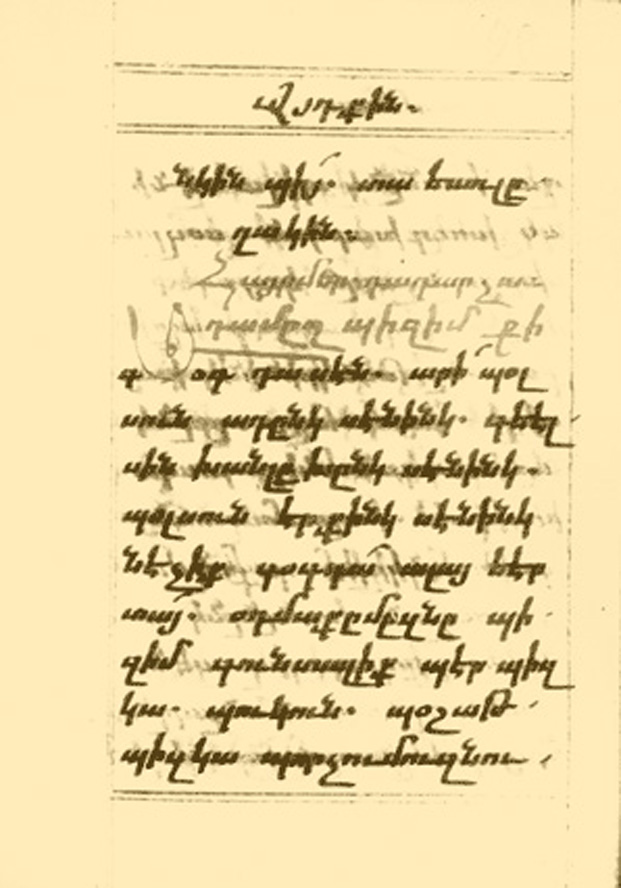
Zapis modlitwy w piśmie ormiańskim

Modlitwa Pańska w języku ormiańsko-kipczackim:

Atamïz bizim ki köktäsen,

ari bolsun atïŋ seniŋ,

kelsin χanlïχïŋ seniŋ,

bolsun erkiŋ seniŋ nečik köktä alay yerdä,

ötmäkimizni bizim kündälik ber bizgä bügün,

bošat bizgä borčumuznu bizim,

nečik ki biz bošatïrbiz bizim borčlularïmïzga,

bermägin bizni sïnamaχlïχka,

yoχsa χutχar bizni yamandan,

zerä seniŋdir χanlïχ da χuvat,

da saŋa haybat meŋilik.

Amen.